# Brenania
Brenania là một chi thực vật có hoa trong họ Thiến thảo (Rubiaceae).

## Loài
Chi Brenania gồm các loài: